# Championnat féminin du COSAFA
Le Championnat féminin du COSAFA est une compétition de football féminin  organisée par le COSAFA, opposant les sélections nationales d'Afrique australe. La compétition est créée en 2002.

## Équipes participantes
En 2023, douze équipes participent au championnat féminin du COSAFA.
- Afrique du Sud
- Angola
- Botswana
- Comores
- Eswatini
- Lesotho
- Madagascar
- Malawi
- Mozambique
- Namibie
- Zambie
- Zimbabwe

## Palmarès

### Palmarès par édition
| 2002 Détails | Afrique du Sud | 2 – 1 | Zimbabwe       | Zambie                        | 1 – 0                         | Mozambique                    |
| 2006 Détails | Afrique du Sud | 3 – 1 | Namibie        | Zambie                        | 2 – 1                         | Zimbabwe                      |
| 2008 Détails | Afrique du Sud | 3 – 1 | Zimbabwe       | Pas de match pour la 3e place | Pas de match pour la 3e place | Pas de match pour la 3e place |
| 2011 Détails | Zimbabwe       | 1 – 0 | Afrique du Sud | Tanzanie                      | 3 – 0                         | Malawi                        |
| 2017 Détails | Afrique du Sud | 2 – 1 | Zimbabwe       | Zambie                        | 1 – 1 (4 – 2 tab)             | Kenya                         |
| 2018 Détails | Afrique du Sud | 2 – 1 | Cameroun       | Ouganda                       | 1 – 0                         | Zambie                        |
| 2019 Détails | Afrique du Sud | 1 – 0 | Zambie         | Zimbabwe                      | 3 – 0                         | Botswana                      |
| 2020 Détails | Afrique du Sud | 2 – 1 | Botswana       | Pas de match pour la 3e place | Pas de match pour la 3e place | Pas de match pour la 3e place |
| 2021 Détails | Tanzanie       | 1 – 0 | Malawi         | Zambie                        | 1 – 1 (4 – 3 tab)             | Afrique du Sud                |
| 2022 Détails | Zambie         | 1 – 0 | Afrique du Sud | Tanzanie                      | 2 – 1                         | Namibie                       |
| 2023 Détails | Malawi         | 2 – 1 | Zambie         | Mozambique                    | 2 – 0                         | Zimbabwe                      |

### Palmarès par nation
| Nation         | Titres | 2es places | 3es places | 4es places |
| -------------- | ------ | ---------- | ---------- | ---------- |
| Afrique du Sud | 7      | 2          | 0          | 1          |
| Zimbabwe       | 1      | 3          | 1          | 2          |
| Zambie         | 1      | 2          | 4          | 1          |
| Malawi         | 1      | 1          | 0          | 1          |
| Tanzanie       | 1      | 0          | 2          | 0          |
| Botswana       | 0      | 1          | 0          | 1          |
| Namibie        | 0      | 1          | 0          | 1          |
| Mozambique     | 0      | 0          | 1          | 1          |
| Cameroun       | 0      | 1          | 0          | 0          |
| Ouganda        | 0      | 0          | 1          | 0          |
| Kenya          | 0      | 0          | 0          | 1          |